# Fort William Henry

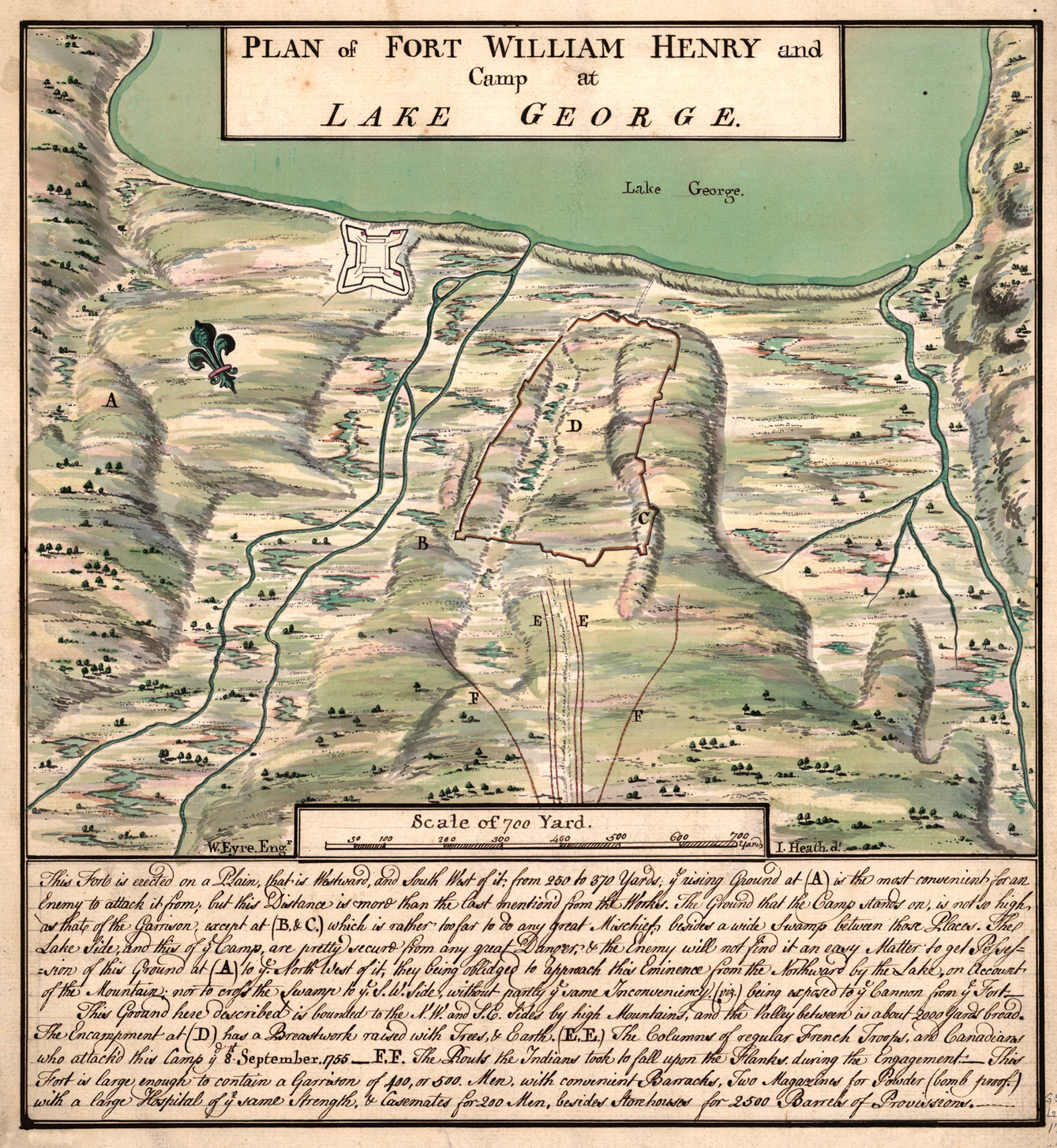
Fort William Henry na brzegu jeziora George’a (rys. W. Eyre)

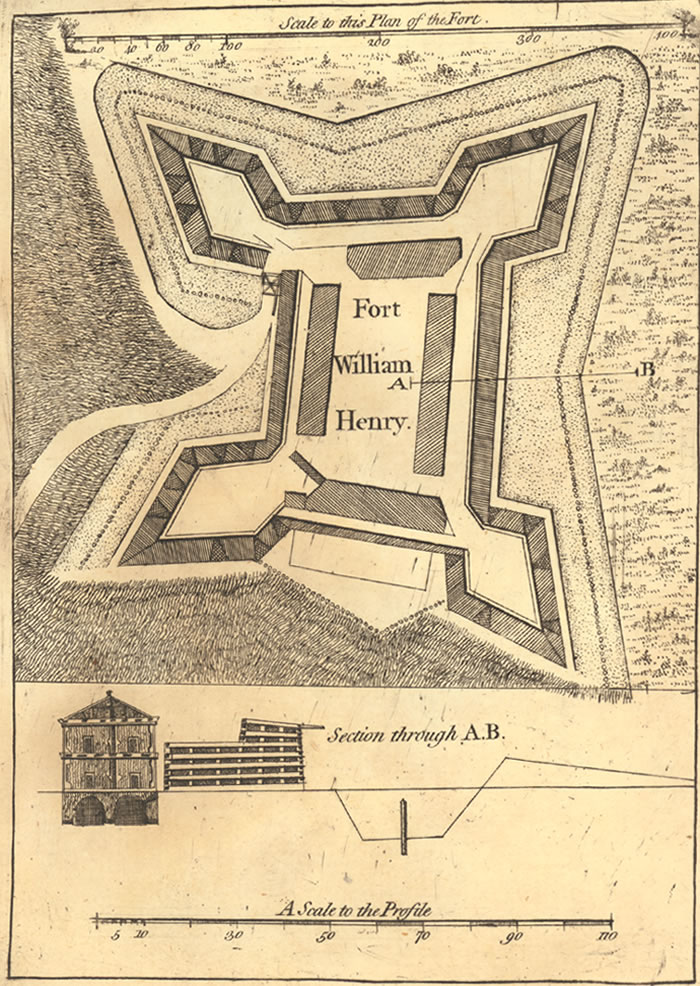
Plan fortu z roku 1765

Fort William Henry – dawny fort brytyjski znajdujący się na południowym krańcu jeziora George’a w stanie Nowy Jork w USA. Najbardziej znany z masakry dokonanej przez sprzymierzonych z Francuzami Indian na opuszczających umocnienia żołnierzach brytyjskich po zakończeniu oblężenia w roku 1757, które to wydarzenie zostało opisane przez Jamesa Fenimore’a Coopera w książce Ostatni Mohikanin, wydanej po raz pierwszy w roku 1826 i wielokrotnie adaptowanej do filmów.
Budowę fortu rozpoczął brytyjski generał William Johnson we wrześniu 1755 roku, w czasie wojny o kolonie, jako miejsce wypadowe do przygotowywanego ataku na francuski fort St. Frédéric. Był fragmentem łańcucha umocnień brytyjskich strzegących ważnej śródlądowej drogi wodnej z Nowego Jorku do Montrealu na pograniczu pomiędzy ówczesnymi koloniami brytyjskimi i Nową Francją. Nazwę swą zawdzięczał Williamowi, księciu Cumberland, młodszemu synowi króla Jerzego II, względnie Williamowi Henry’emu, księciu Gloucester, wnukowi Jerzego II i młodszemu bratu przyszłego króla Jerzego III.
Po oblężeniu w roku 1757 fort został przez Francuzów zburzony. W związku z tym, że w pobliżu wzniesiono inne forty, William Henry nie został odbudowany, ale jego resztki stały się atrakcją turystyczną w XIX wieku (głównie z powodu lektury książek Coopera). W latach pięćdziesiątych XX wieku, wobec rosnącego zainteresowania pamiątkami z przeszłości, zbudowano w tym miejscu replikę dawnych umocnień i muzeum historyczne chętnie odwiedzane przez turystów.

## Budowa
W roku 1755 generał William Johnson założył na południowym krańcu jeziora George’a obóz wojskowy, skąd planował przeprowadzenie ataku na francuskie umocnienia Fortu St. Frédéric nad jeziorem Champlain. Francuski dowódca, baron Dieskau, postanowił przeprowadzić wyprzedzający atak na inne umocnienia Johnsona i jego bazę zaopatrzeniową, Fort Edward nad rzeką Hudson. Doprowadziło to 8 września do nierozstrzygniętej bitwy, po której Johnson uznał za konieczne budowę dodatkowych umocnień w tym właśnie miejscu, w odległości 22 km od Fortu Edward tym bardziej, że Francuzi rozpoczęli właśnie wznoszenie Fortu Carillon na północnym krańcu jeziora.
Projektowaniem i budową fortu zajął się inżynier wojskowy z 44 Pułku Piechoty, William Eyre. Powstała konstrukcja na planie nieregularnego kwadratu z bastionami na narożach, co było wystarczające do odpierania ataków indiańskich, jednak całkowicie nieodporne na uderzenie regularnej armii uzbrojonej w działa. Wały fortu miały 9-metrową grubość, przy czym umocnienia ziemne obłożono od zewnątrz drewnianymi belkami. Wewnątrz fortu znajdowały się drewniane, dwupiętrowe baraki otaczające centralny plac. Magazyn prochowy znajdował się w kazamatach bastionu północnego, zaś pod południowym umieszczono szpital. Z trzech stron otaczały fort suche fosy, czwarta zaś opadała stromo ku wodom jeziora. Jedyny dostęp do fortu zapewniał most nad jedną z fos. Fort był ciasny i zapewniał pomieszczenia koszarowe dla 500 żołnierzy; w przypadku konieczności skoszarowania dodatkowych oddziałów wzniesiono ogrodzony palisadą i okopem ziemnym obóz odległy od fortu o około 700 metrów, w pobliżu miejsca, gdzie we wrześniu 1755 roku stoczona została wspomniana wyżej bitwa nad Lake George.

## Załoga
Fort, nie całkiem jeszcze gotowy, był gotów do obsadzenia załogą 13 listopada 1755 roku. Pierwszym dowódcą był Eyre, a garnizon składał się z kompanii jego macierzystego 44 Pułku Piechoty i kilku kompanii rangersów.
Wiosną 1757 roku dowództwo nad fortem objął podpułkownik George Monro, a załogę stanowili żołnierze z 35 i 60 Pułku Piechoty. W czerwcu – gdy przybyły kompanie milicji kolonialnej z Connecticut i New Jersey – garnizon powiększył się do około 1600 ludzi, których, ze względu na szczupłość pomieszczeń fortu, ulokowano w starym obozie Johnsona na południowy zachód od fortu. Gdy nadeszły informacje, że Francuzi zbierają siły by zaatakować fort, przybyło dalszych 1000 ludzi wojsk regularnych i milicji, a garnizon Monro urósł do około 2300 ludzi. Obóz Johnsona, gdzie zakwaterowano większość z nich, został wkrótce zabezpieczony dodatkowymi rowami i okopami. Warunki bytowe, zarówno w forcie jak i w obozie, nie były najlepsze; wielu żołnierzy zachorowało na ospę.

## Oblężenie
Siły francuskie markiza Louisa Montcalma pojawiły się 3 sierpnia i założyły obozy na południe i na zachód od fortu (jak wynika z opisu mapy stanowiącej załącznik do niniejszego artykułu, budowniczy fortu właśnie stronę zachodnią uważał za najbardziej niebezpieczną w razie ataku). Ostrzał z dział i moździerzy oraz roboty ziemne coraz bardziej przybliżające atakujących do wałów, zmusiły 8 sierpnia dowódcę garnizonu – który dowiedział się, że nikt nie przyjdzie mu z pomocą – do kapitulacji. Francuskie siły liczyły około 8000 ludzi, w tym 3000 regularnych wojsk, tyle samo milicji i blisko 2000 sprzymierzonych z Francuzami Indian.

## Masakra

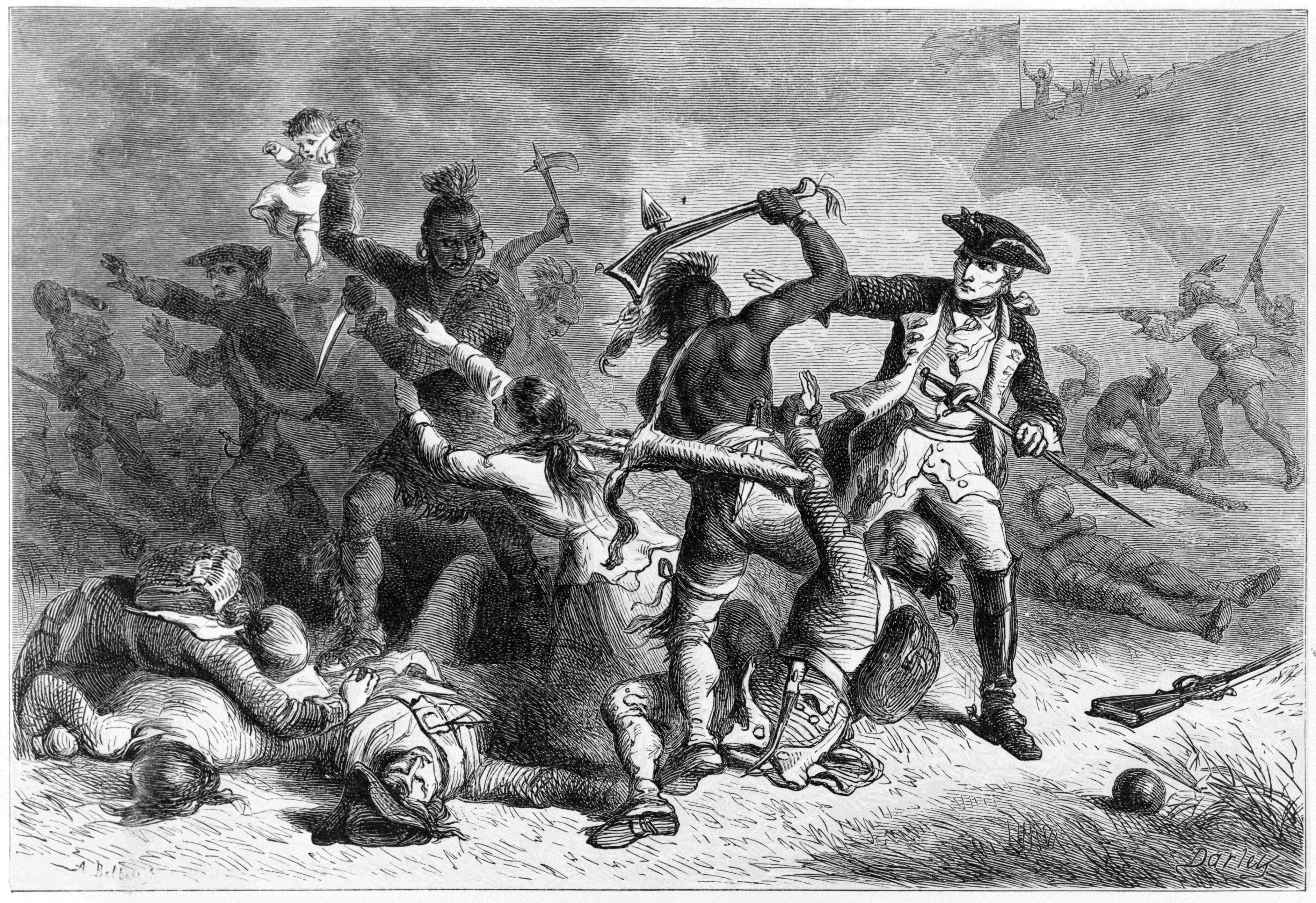
Montcalm próbuje powstrzymać Indian (drzeworyt z lat 70. XIX wieku)

To co nastąpiło później opracowania historyczne i popularne zgodnie opisują jako „masakrę”. Tymczasem liczba zabitych i rannych w wyniku ataku Indian okazała się stosunkowo niewielka; historyk Ian Steele twierdzi, że zginęło wówczas nie więcej niż 200 osób.
Zgodnie z honorowymi warunkami kapitulacji żołnierze brytyjscy i osoby im towarzyszące mieli przejść, pod francuską eskortą, do Fortu Edward; mogli zatrzymać swe karabiny (lecz bez amunicji) i jedną armatę 6-funtową. W zamian Brytyjczycy mieli nie brać udziału w wojnie przeciwko Francji przez następne 18 miesięcy, a władze brytyjskie zwolnić w ciągu trzech miesięcy przetrzymywanych przez nie Francuzów. Żaden z tych warunków nie został dotrzymany.
Montcalm, nim podpisał akt kapitulacyjny, chciał upewnić się czy jego indiańscy sprzymierzeńcy zrozumieli i zaakceptowali warunki, a także czy wodzowie uczynili wszystko co w ich mocy by utrzymać wojowników w ryzach. Gdy wreszcie traktat został podpisany Brytyjczycy zostali przeniesieni z fortu do obwarowanego obozu, natomiast sam Monro kwaterował w obozie francuskim. Tymczasem Indianie wtargnęli do fortu rabując i zabijając rannych i chorych Brytyjczyków zostawionych przez wychodzące wojsko. Francuskie straże nie dały rady ich powstrzymać. Montcalm i Monro planowali początkowo, że wymarsz brytyjskiej kolumny nastąpi następnego dnia rano, ale gdy zobaczyli, czego dopuszczają się wojownicy, zdecydowali podjąć próbę jeszcze tej samej nocy. Gdy Indianie zorientowali się, że obóz przygotowuje się do wymarszu, znaczne ich siły zgromadziły się wokół obozu, co spowodowało, że dowódcy odwołali swą decyzję.
Następnego dnia, nim jeszcze brytyjska kolumna zaczęła formować się do wymarszu ku Fortowi Edward, Indianie ponowili ataki na w większości bezbronnych Brytyjczyków. O 5 rano wojownicy wdarli się do szałasów na terenie fortu, gdzie przebywali ranni, którymi mieli zająć się francuscy medycy, zabijając ich i skalpując. Monro protestował, że warunki nie zostały dotrzymane, na co poradzono mu, by jego ludzie zostawili pod francuską opieką większość bagaży, co mogło zapobiec atakom i ułatwić marsz. Gdy jednak kolumna ruszyła Indianie zaatakowali grabiąc broń i odzież, jak również zabierając ze sobą tych co stawiali opór, jak również wiele kobiet, dzieci i czarnoskórych niewolników. Gdy ostatnie szeregi maszerującej kolumny opuściły obóz rozległ się krzyk bojowy i wojownicy odcięli ludzi idących w tylnej części kolumny.
Podczas gdy Montcalm i część francuskich oficerów starała się zapobiec zabójstwom, inni pozostali bierni, wyraźnie niechętni ochranianiu Brytyjczyków. W powstałym zamieszaniu kolumna rozpadła się i część ludzi starała się szukać ucieczki na własną rękę. Pułkownik milicji z Massachusetts, Joseph Frye, opowiadał później, że został rozebrany prawie do naga i że wielokrotnie grożono mu [śmiercią]. Udało mu się uciec do lasu, a do Fortu Edward dotarł 12 sierpnia, trzy dni później.
Podawane przez autorów relacji liczby schwytanych, zabitych i rannych różnią się znacznie między sobą. Ian Steele zrobił zestawienie takich danych sięgających od 200 do 1500. Sporządzona przezeń szczegółowa rekonstrukcja wydarzeń wskazuje, że ostateczna liczba zabitych i zaginionych waha się od 69 do 184 osób, a więc co najwyżej 7,5% spośród 2308 tych, którzy skapitulowali.
Wśród relacji z okropności tego dnia są też opisy zabijania i skalpowania rannych oraz tych, co kopali groby dla zmarłych w czasie oblężenia (a więc także osób, które padły ofiarą chorób). Jest wielce prawdopodobne, że część Indian biorących udział w tej akcji zabrała do swych wiosek zarazki ospy.

## Rekonstrukcja
Francuzi, nim wrócili do własnych siedzib, zrównali Fort William Henry z ziemią. Resztki porastały trawą i drzewami przez dwieście lat. Dopiero w latach pięćdziesiątych XX wieku przeprowadzono – oparte na XVIII-wiecznych planach – prace rekonstrukcyjne.